# Lindsaea orbiculata
Lindsaea orbiculata là một loài dương xỉ trong họ Lindsaeaceae. Loài này được Lam. Mett. ex Kuhn mô tả khoa học đầu tiên năm 1869.